# Kalbreyeriella gigas
Kalbreyeriella gigas är en akantusväxtart som beskrevs av Leonard.. Kalbreyeriella gigas ingår i släktet Kalbreyeriella och familjen akantusväxter. Inga underarter finns listade i Catalogue of Life.